# Pseudanurophorus isotoma
Pseudanurophorus isotoma är en urinsektsart som först beskrevs av Borner 1903.  Pseudanurophorus isotoma ingår i släktet Pseudanurophorus och familjen Isotomidae. Arten är reproducerande i Sverige. Inga underarter finns listade i Catalogue of Life.